# Binder járás
Binder járás (mongol nyelven: Биндэр сум) Mongólia Hentij tartományának egyik járása. Területe 5900 km². Népessége kb. 4200 fő.
Székhelye, Onon (Онон) 185 km-re fekszik Öndörhán tartományi székhelytől.